# Уэйотлипан
Уэйотлипан (исп. Hueyotlipan)  —   город и муниципалитет в Мексике, входит в штат Тласкала.